# Ensayo de compresión

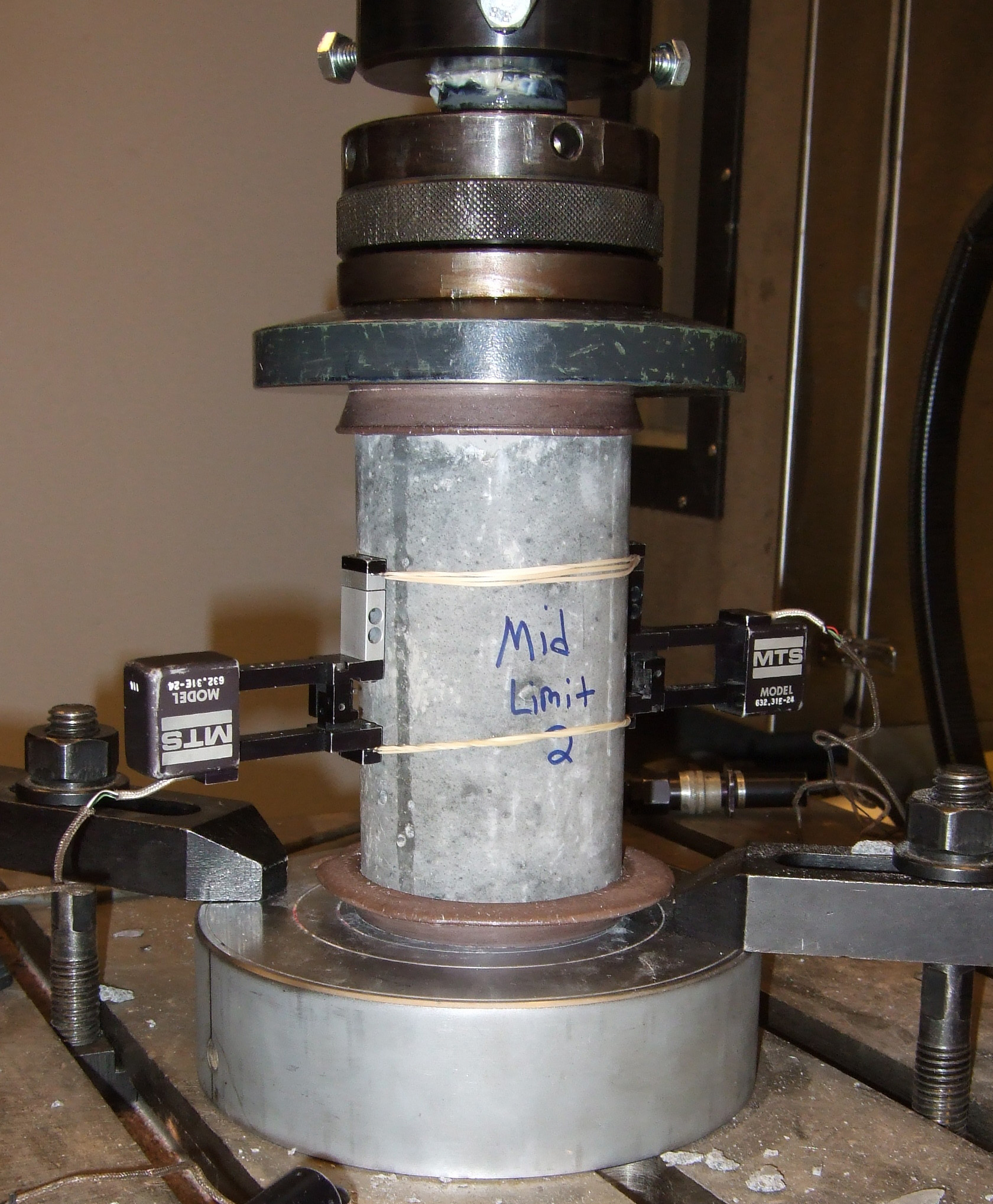
Ensayo de compresión de una probeta cilíndrica de hormigón.

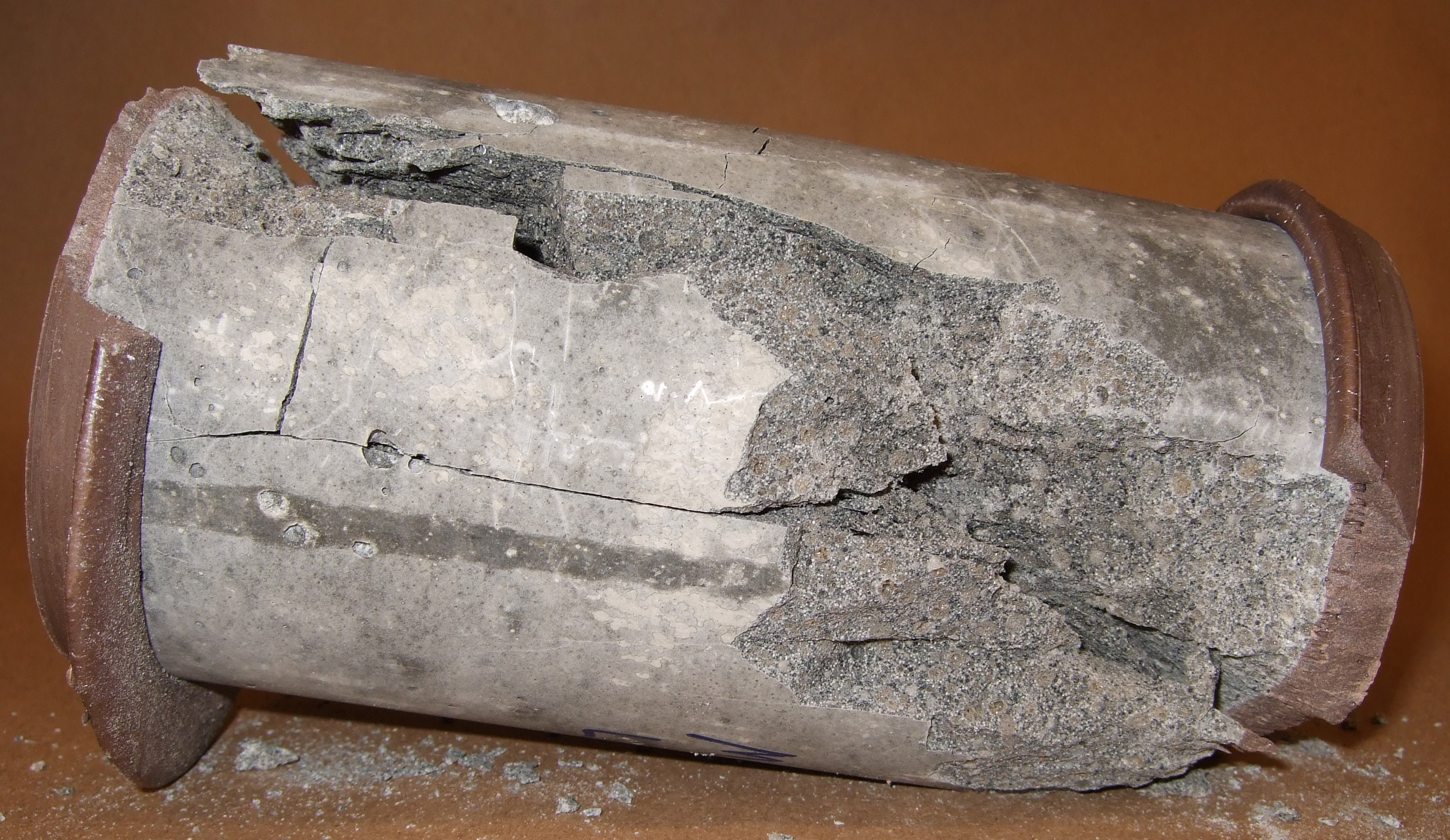
La misma probeta después de la rotura a compresión.

En ingeniería, el ensayo de compresión es un ensayo técnico donde una probeta es expuesta a compresión hasta alcanzar la rotura o el aplastamiento del metal. En la mayoría de los casos se realiza con hormigones y metales (sobre todo aceros), aunque puede realizarse sobre cualquier material.
- Se suele usar en materiales frágiles.
- La resistencia en compresión de la mayoría de los materiales siempre es menor que en tracción, pero se presentan excepciones, por ejemplo el hormigón.

Se realiza preparando probetas normalizadas que se someten a compresión en una máquina universal.
Los parámetros que se consiguen realizando este ensayo son:
• Resistencia a la compresión.
• Tensión de rotura y la compresión sin rotura.
• Acortamiento de longitud o aumento de sección desde el punto inicial.